# Joaquín Guichot y Parody
Joaquín Guichot y Parody (Madrid, 1820 - Sevilla, 16 de març de 1906) va ser un escriptor, periodista i historiador andalús, cronista oficial de la ciutat i la província de Sevilla.
Fill d'un francès i una malaguenya coneguts per les seves idees liberals, la seva família va haver de fugir de Madrid amb l'entrada de les tropes de la Santa Aliança quan Joaquín era encara un nen. L'exili el portaria per Sevilla, Gibraltar i Bordeus i no hi tornaria fins a l'edat de 15 anys.
En 1846 s'instal·la a Sevilla i comença a fer estudis sobre paisatges i monuments com el Castell d'Alcalá o el Tajo de Ronda, mentre treballa com a periodista a El Porvenir primer i més endavant a les publicacions del Diario de Sevilla, El Centinela de Andalucía, Galgo Negro, Ilustración Bética i El Eco de Andalucía, on hi escriu principalment sobre política i per la causa liberal. A partir de 1850 va arribar a dirigir El Artista i a fundar El Teatro.
En 1869 apareix el seu primer tom de Historia General de Andalucía i poc després la seva Historia de la Ciudad de Sevilla, considerada com la seva obra més important i que li valdria el seu nomenament com a cronista de la ciutat per l'Ajuntament de Sevilla en 1874 i cronista de la província per la diputació aquest mateix any.
A partir de 1879 ocupa plaça en l'Acadèmia de Bones Lletres de Sevilla, sent el seu discurs inaugural sobre Pere I de Castella.